# Evangelische Pfarrkirche Naßwald

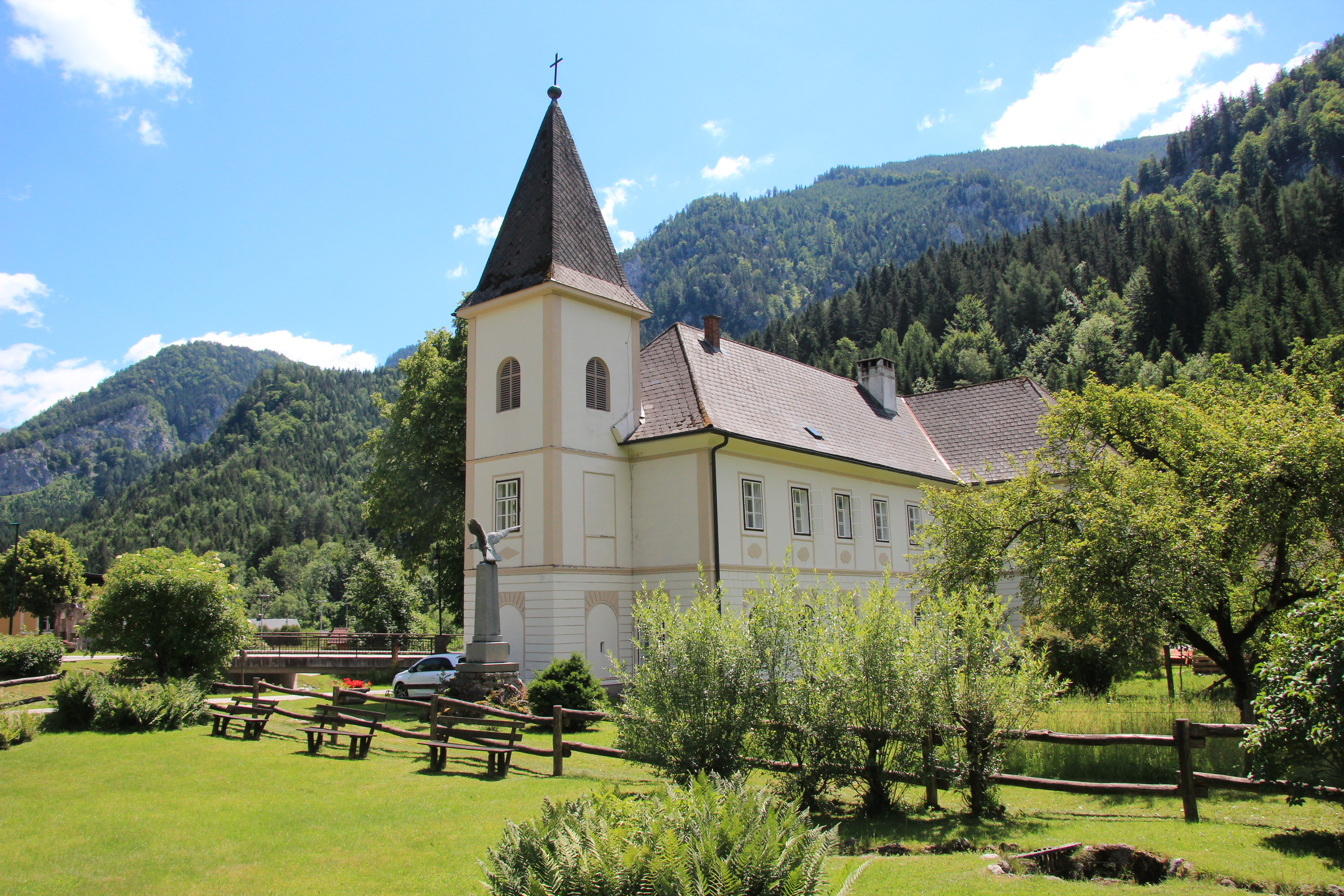
Evangelische Pfarrkirche und Pfarrhaus in Naßwald

Die Evangelische Pfarrkirche Naßwald steht mittig im Ort Naßwald in der Marktgemeinde Schwarzau im Gebirge im Bezirk Neunkirchen in Niederösterreich. Die Pfarrkirche gehört zur Evangelische Superintendentur A. B. Niederösterreich in der  Evangelischen Kirche A. B. in Österreich. Die Kirche und das Pfarrhaus stehen unter Denkmalschutz (Listeneintrag).

## Geschichte
Die evangelische Gemeinde wurde 1826 als Teil der evangelischen Pfarre Mitterbach in Gasen in der Steiermark gegründet. Ab 1849 war das Pastorat bei Wien, 1861 wurde die Pfarre eigenständig. Zur Pfarre gehörten auch die Henriettenkapelle in Hirschwang an der Rax und das verpachtete Wirtshaus zum Raxkönig gegenüber der Pfarrkirche.
Die Kirche wurde 1826 von Georg Huebmer als Volksschule und Bethaus erbaut und bildet mit dem Pfarrhaus einen Gebäudekomplex. 1840 wurde das Gebäude aufgestockt und 1910 ein Turm über einem bestehenden Erker aufgesetzt.

## Architektur
Der biedermeierliche hakenförmige Bau unter einem Walmdach hat stirnseitig einen dreigeschoßigen Turm unter einem Zeltdach. Im Bereich der Kirche öffnen sich Rundbogen- bzw. Lünettenfenster zwischen rustizierten Putzplatten, am Obergeschoß  befindet sich eine Rautenparapete auf Kordongesims. Ostseitig gibt es einen Balkon mit einem schmiedeeisernen Gitter über dem Kircheneingang mit einem geschnitzten durchfensterten Türblatt aus dem Jahr 1840.
Die Kirche ist eine flach gedeckte Halle, beim Altar mit einem Unterzug auf einem Holzsäulenpaar betont. Südlich wurde 1840 der Kirchenraum durch einen eingezogene Korbbogenarkade um eine Achse erweitert.

## Ausstattung
Die Einrichtung entstand 1826 und bildet eine Mischung aus Kirche und Schule.
Der Altar hat einen geschwungenen Tisch und darüber ein Leinwandbild, ein Kruzifix, umrandet von einer gemalten Blendarkade und von einer Balustrade eingefasst. Die schlichte vertäfelte Kanzel hat ein Portal unter einem zarten Supraportengitter, der Aufgang und die ebenerdige Lehrerbank bildet mit der Kanzel eine Einheit. Das Taufbecken als Balusterschüssel hat einen Deckel mit der Statuette hl. Johannes der Täufer. Die Sitzbänke im vorderen Bereich sind mit Löchern für die Tintenfässer der ehemaligen Schüler versehen.
Es gibt ein Leinwandbild mit einem Porträt Martin Luthers aus dem 19. Jahrhundert.
Die drei Glocken von 1859 sind bezeichnet mit Glaube, Hoffnung und Liebe.

## Holzknechthütte
Die Huebmer-Gedächtnisstätte. die 1974 neben der Kirche zur Erinnerung an die Ortsgründer Johann und Georg Huebmer eingerichtet wurde, ist ein stilgerechter Nachbau einer Holzknechthütte zur Zeit der Ortsgründung. Der eingeschoßige Holzblockbau mit Satteldach hat eine Küche und einen Schlafraum und ist als Museum mit Holzarbeiterzubehör eingerichtet.